# Federal-Express-Flug 80
Am 23. März 2009 verunglückte auf dem Federal-Express-Flug 80 (Flugnummer IATA: FX80, ICAO: FDX80, Rufzeichen: FEDEX 80) ein Frachtflugzeug des Typs McDonnell Douglas MD-11 bei der Landung auf dem Flughafen Tokio-Narita. Bei Starkwinden sprang die Maschine bei der Landung mehrfach wieder auf, geriet in Rückenlage und brannte aus. Die zwei Besatzungsmitglieder wurden dabei getötet. Zum Unfall hatte eine designbedingte optische Täuschung beigetragen.

## Maschine
Die betroffene Maschine war eine 15,3 Jahre alte McDonnell Douglas MD-11(F) mit der Werknummer 48600 und der Modellseriennummer 560, die im Jahr 1996 als Passagiermaschine im Werk von McDonnell Douglas gebaut und zum 1. Mai 1996 mit dem Luftfahrzeugkennzeichen N9017S auf den Hersteller zugelassen wurde. Am 15. Oktober 1996 übernahm die Delta Air Lines die Maschine und ließ diese mit dem Kennzeichen N813DE zu. Im Oktober 2004 kaufte FedEx die Maschine. Es folgten ein Umbau zum Frachtflugzeug und die Wiederzulassung am 10. Juli 2006 mit dem neuen Luftfahrzeugkennzeichen N526FE. Das dreistrahlige Langstrecken-Großraumflugzeug war mit drei Triebwerken des Typs Pratt & Whitney PW4460 ausgestattet. Bis zum Zeitpunkt des Unfalls hatte die Maschine eine Gesamtbetriebsleistung von 40.767 Betriebsstunden absolviert, auf die 7.131 Starts und Landungen entfielen.

## Besatzung
An Bord der Maschine befand sich eine zweiköpfige Besatzung, bestehend aus einem Flugkapitän und einem Ersten Offizier. Der 54-jährige Flugkapitän Kevin Kyle Mosley war als junger Mann als Kampfpilot bei den U.S. Marines tätig gewesen. Mosley hatte eine kommerzielle Pilotenlizenz, die am 4. April 1989 erteilt wurde. Seit dem 4. Juni 2000 hatte er eine Musterberechtigung für die McDonnell Douglas MD-11. Die kumulierte Flugerfahrung des Kapitäns betrug 8.132 Flugstunden, wovon er 3.648 Stunden und 11 Minuten mit der MD-11 absolviert hatte. Der 49-jährige Erste Offizier Anthony Steven Pino hatte 23 Jahre bei der United States Air Force gedient und in dieser Zeit regelmäßig am Steuer der Lockheed C-5 gesessen. Pino hatte 5.248 Stunden Flugerfahrung, wovon er 879 Stunden und 13 Minuten im Cockpit der MD-11 abgeleistet hatte.

## Unfallhergang

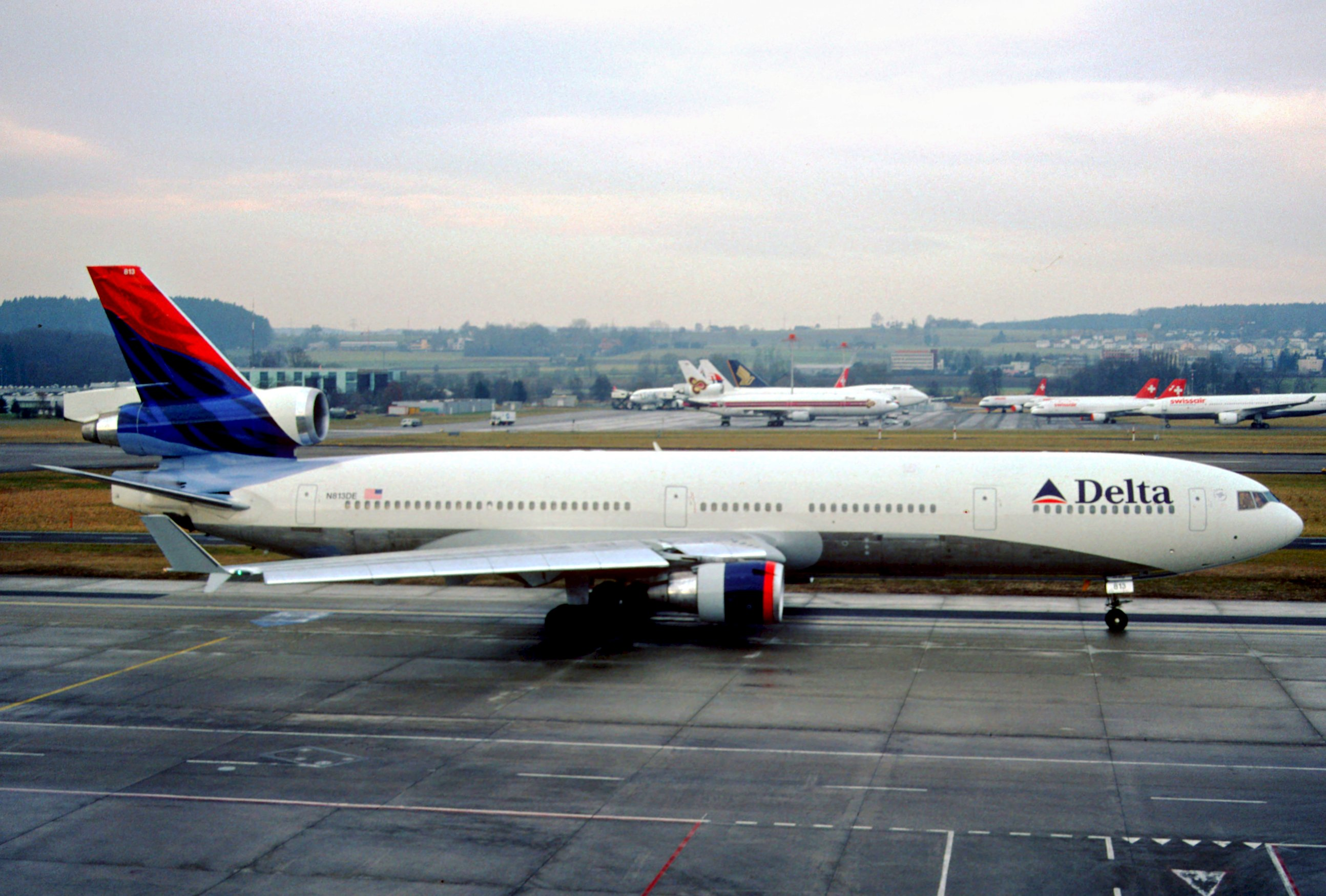
Die Maschine zu ihrer Betriebszeit bei der Delta Air Lines in Zürich

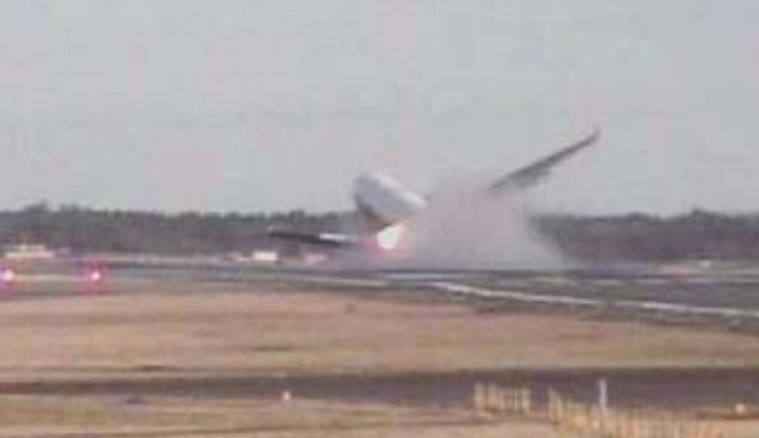
Aufnahmen der Überwachungskamera

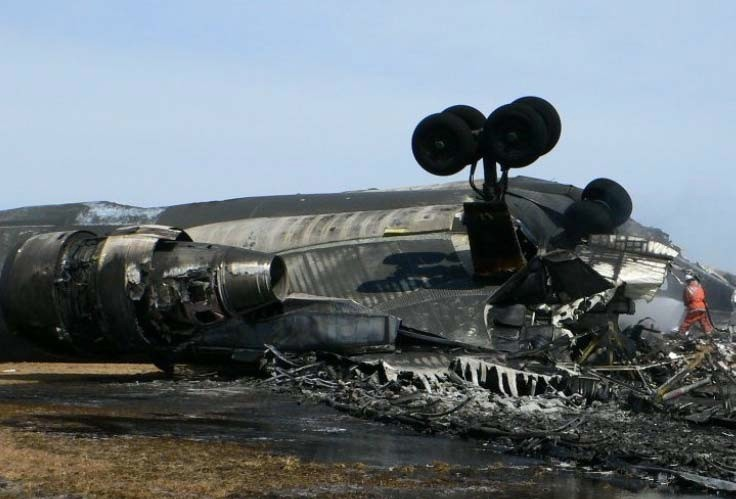
Das ausgebrannte Wrack nach dem Unfall

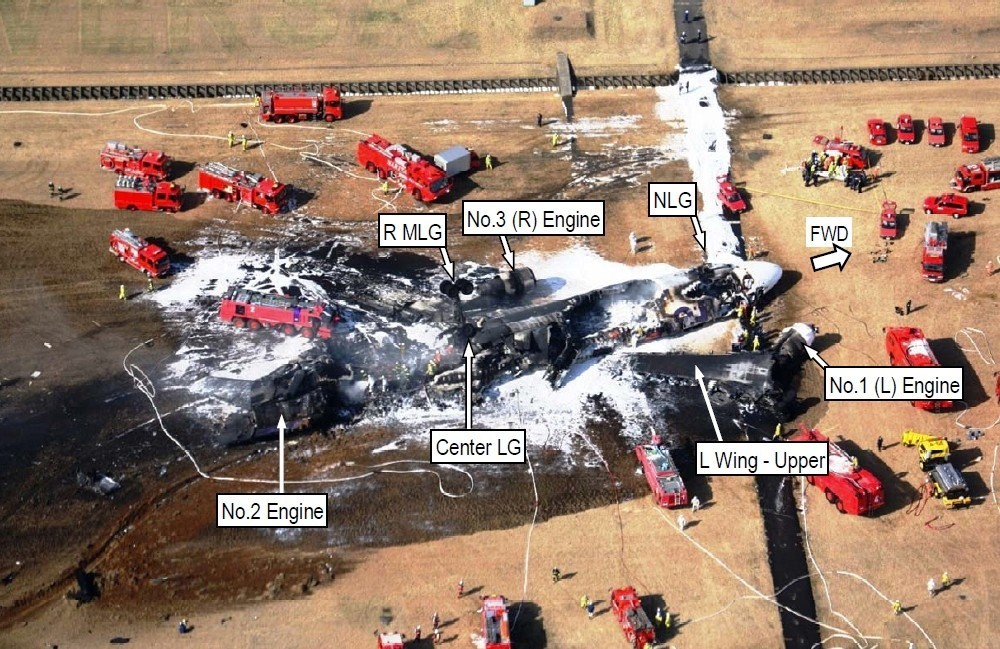
Die Unfallstelle

Die Landung der Maschine wurde bei Starkwindbedingungen durchgeführt. Den Piloten fiel es schwer, die Maschine im Anflug stabil zu halten. Die Piloten hatten eine Freigabe zur Landung auf Landebahn 34L erhalten. In etwa 15 Metern Höhe schaltete die automatische Schubregelung der Maschine selbstständig in den Leerlauf. Wegen des Schubverlusts sank die Maschine daraufhin schneller. Die Maschine hätte in diesem Zustand von dem verantwortlichen Piloten durch Schubzufuhr reguliert werden müssen, was Pino jedoch nicht tat. Die Maschine sank damit doppelt so schnell wie empfohlen. Überwachungskameras am Flughafen Tokio-Narita zeichneten kurz danach auf, wie die Maschine auf der Landebahn aufsetzte und nach der Landung zweimal aufsprang, ehe sie nach dem zweiten Aufsetzen fünf Meter nach oben sprang und dann nach links rollte, wobei die linke Tragfläche abriss und die MD-11 in Flammen aufging. Beide Besatzungsmitglieder kamen ums Leben. Es handelte sich um den schwersten Flugunfall in der damals 31-jährigen Geschichte des Flughafens Tokio-Narita.

## Ursache
Die japanischen Unfallermittler stellten fest, dass der Flugkapitän in der Vergangenheit auf Grund von Rückenschmerzen im Lendenwirbelbereich über längere Zeitabschnitte von seiner Pilotentätigkeit krankgeschrieben war. Der Erste Offizier hatte sechs Wochen vor dem Unfall sein Landezertifikat für die MD-11 erneuern müssen, da er wesentlich weniger Landungen absolviert hatte, als bei seiner absolvierten Zahl an Flugstunden anzunehmen wäre. Pino hatte in den vergangenen 2½ Jahren nur 73 Landungen absolviert, was 2½ Landungen im Monat entsprach. Bei der Auswertung der Aufnahmen des Cockpit Voice Recorders konnte festgestellt werden, dass die Piloten sich rund 45 Minuten vor der Landung über Schlafmangel beklagt hatten. Die Ermittler stellten insofern fest, dass die beiden Piloten zum Unfallzeitpunkt stark übermüdet gewesen waren. Sie waren insgesamt innerhalb von 38,5 Stunden 18.000 km weit geflogen und hatten dabei acht Zeitzonen durchquert, indem sie auf einem Interkontinentalflug vom Flughafen Anchorage über den Flughafen Tokio-Narita, den Flughafen Guangzhou-Baiyun, nach Malaysia, auf die Philippinen, wieder nach Guangzhou und über Nacht wieder auf einem Flug nach Tokio-Narita eingesetzt wurden. Es wurde festgestellt, dass Flugkapitän Mosley in der Nacht vor dem Flug maximal 4 Stunden und 38 Minuten geschlafen hatte, der Erste Offizier Pino gar nur maximal 3 Stunden und 17 Minuten. Für beide Piloten wären Ruhepausen von 8 Stunden vorgesehen gewesen. Bedingt durch ihre Übermüdung hatten sich die Reaktionszeiten der Besatzungsmitglieder verzögert. 
Der "Flare", ein Erhöhen des Anstellwinkels zum Ausschweben, das der Pilot einleitet, indem er die Flugzeugnase nach oben zieht, wurde erst zwei Sekunden vor der Landung und damit 0,7 Sekunden zu spät, nur sechs Meter über dem Boden eingeleitet. Durch dieses Manöver soll die Sinkrate des Flugzeugs unmittelbar vor der Landung reduziert werden, um eine sanfte Landung sicherzustellen. Aufgrund des späten Flares setzte das Flugzeug mit einer zu hohen Sinkgeschwindigkeit auf, sodass das Fahrwerk zurückfederte und wieder Bodenkontakt verlor (Sprunglandung). Es wurde festgestellt, dass der Erste Offizier entgegen den vorgeschriebenen Prozeduren nach der ersten Sprunglandung die Flugzeugnase der Maschine nach unten gedrückt hatte. Den Prozeduren entsprochen hätte, wenn ein Nickwinkel von 7,5 Grad beibehalten und die Sinkrate mithilfe des Schubs kontrolliert worden wäre. Die Ermittler kamen zu dem Schluss, dass Pino offensichtlich durch eine optische Täuschung fehlgeleitet worden war. Da der erste Offizier aufgrund des weit hinten liegenden Fahrwerks davon ausgegangen sei, dass die Maschine mit ihrem Bug- und Hauptfahrwerk Bodenkontakt hatte, drückte er die Flugzeugnase nach unten. Wäre dem Kopiloten Pino außerdem bekannt gewesen, dass sich die Fahrwerkräder zum kritischen Zeitpunkt in der Luft befanden, hätte er entsprechend seiner Landeausbildung gegenteilige Steuerungseingaben gemacht.

## Folgen
Infolge des Unfalls wurde empfohlen, die Cockpit-Anzeigen aller MD-11F dementsprechend umzubauen, dass bei der Landung anhand einer Kontrollleuchte erkannt werden kann, ob das Fahrwerk Bodenkontakt hat oder nicht.

## Medien
- Der Unfallhergang wurde in der Serie Mayday – Alarm im Cockpit in Staffel 14, Folge 5 gemeinsam mit dem Federal-Express-Flug 14 unter dem Titel The Final Push dargestellt.